# Дукляни
Дукляните са южнославянско племе, което през VII век населява територията между Шкодренското езеро и долините на реките Дрина и Зета, главно в днешна Черна гора. В тази област през X век се формира княжеството Дукля.